# Egerkingen
Egerkingen (toponimo tedesco) è un comune svizzero di 3 447 abitanti del Canton Soletta, nel distretto di Gäu.

## Infrastrutture e trasporti
Egerkingen è servita dall'omonima stazione sulla ferrovia Losanna-Olten.